# Трудовское сельское поселение (Воронежская область)
Трудовское сельское поселение — муниципальное образование в составе Новоусманского района Воронежской области.
Административный центр — посёлок Трудовое.

## История
Трудовской сельсовет Новоусманского района образован решением Воронежского областного исполкома депутатов трудящихся от 7 апреля 1967 года.

## Административное деление
В состав поселения входят:
- посёлок Трудовое
- посёлок Андреевка
- посёлок Благодатный
- посёлок Южного отделения совхоза имени Дзержинского